# Éditions Hors d'atteinte
 (janvier 2025).
 (octobre 2024).
L'article doit être relu — et modifié si nécessaire — par des contributeurs indépendants pour apporter un regard critique aux contributions effectuées en violation des conditions d'utilisation de Wikipédia, tant sur la forme (notamment concernant le style encyclopédique, la proportionnalité) que sur le fond (la neutralité de point de vue, la qualité et l'indépendance des sources).
pour le film américain, voir Hors d'atteinte.
Les Éditions Hors d'atteinte sont une maison d'édition féministe basée à Marseille, fondée en 2018 par Marie Hermann et Ingrid Balazard.
Le nom évoque une sorte de refuge où les lecteur·ices, les auteur·ices, mais aussi l'équipe de la maison d'édition peuvent s'exprimer en toute sécurité en étant assuré·es d'être écouté·es,,.

## Concept de publication
Hors d'atteinte est une Société par actions simplifiée avec une approche féministe. Toutefois, les publications de la maison d'édition ne se limitent      pas à des thèmes identifiés comme féministes, mais appliquent plutôt cette façon de regarder le monde à leurs choix éditoriaux. Ainsi, outre les thèmes queers et féministes, l'écologie, l'urbanisation, le racisme, le populisme et les médias sont également abordés dans les livres de la maison d'édition. Environ 12 livres sont publiés chaque année, répartis en deux collections : « Littératures » et « Faits et idées ». 
Outre les inédits, on trouve également parmi les publications des rééditions et des traductions (actualisées), comme En attendant qu'on se libère de Mariame Kaba.

## Collections

### «Littératures» (fiction)
Ces textes littéraires, le plus souvent des romans, correspondent également à la vocation émancipatrice de la maison d'édition.  Dans cette collection ont été publiées, entre autres, des œuvres de Mehdi Charef, d'Erika Nomeni, Nina Almberg ou de Tassadit Imache, ainsi qu'une anthologie en deux tomes dirigée par Daphné Ticrizenis retraçant les parcours des autrices qui furent des représentantes importantes de leur époque, mais très peu connues aujourd'hui, Autrices.

### «Faits et idées» (non-fiction)
Une série d'essais, de récits d'expériences ou d'ouvrages de synthèse (parfois humoristiques), rédigés par des auteurs individuels ou collectifs, constituent le noyau de la collection de non-fiction de la maison d'édition: par exemple, un recueil de textes de et sur Clara Zetkin et Vivre une vie féministe Sara Ahmed. Plusieurs ouvrages de Jacques Bouveresse ont également été publiés par cette maison d'édition,.
Notre-corps, nous-mêmes, une réédition du best-seller féministe Our Bodies, Ourselves publié en 1973 par le Boston Women Health Center, est l'un des ouvrages les plus connus des éditions Hors d'atteinte. Un collectif de 9 autrices a mis à jour ce manuel féministe en 2020,. 
Quant à Comment devenir lesbienne en dix étapes de Louise Morel, il offre une introduction à la remise en question de réflexes hétéronormatifs, en jouant avec certains codes du développement personnel.